# Liste der Kreisstraßen im Landkreis Cuxhaven

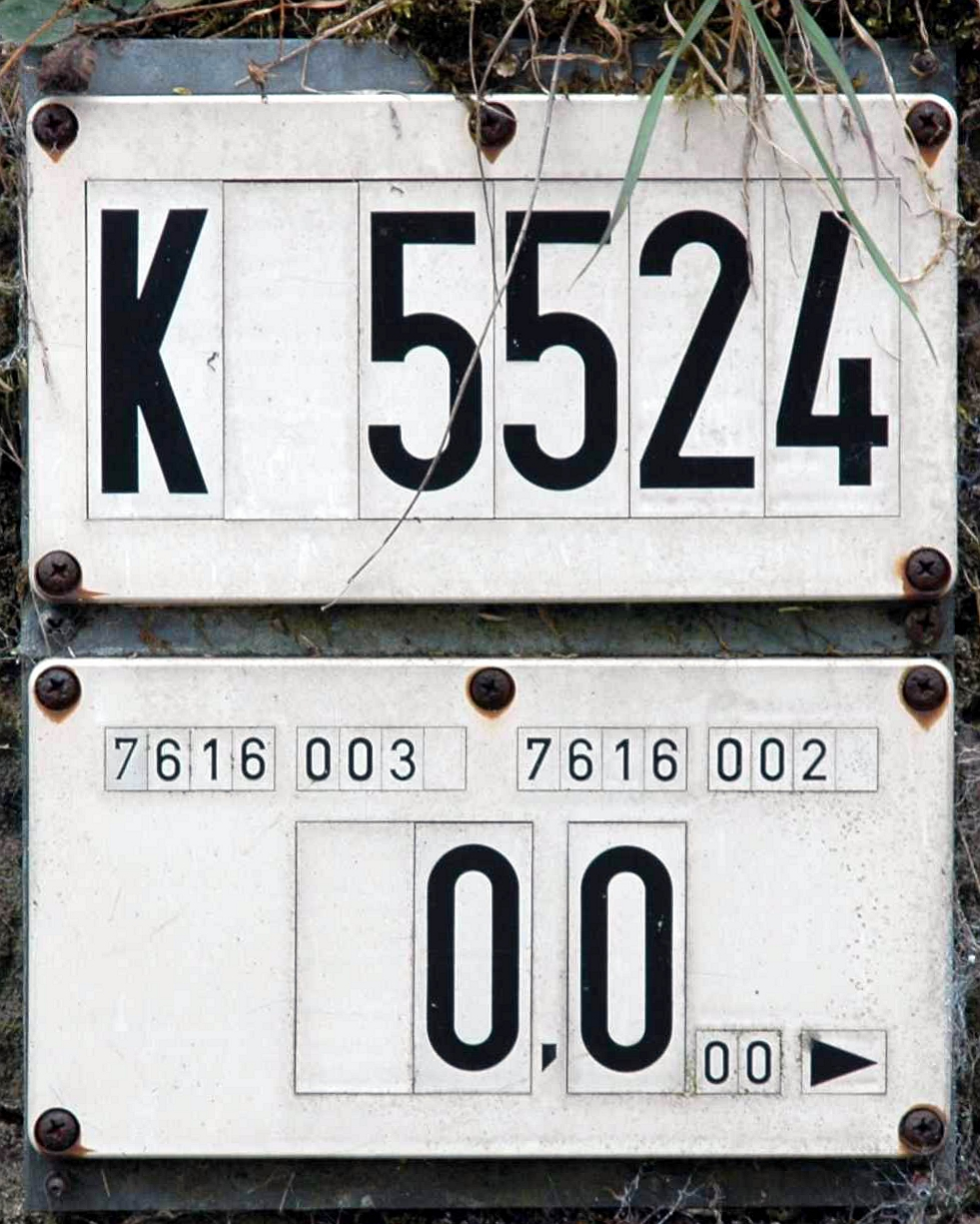
Stationszeichen

Die Liste der Kreisstraßen im Landkreis Cuxhaven führt alle Kreisstraßen im niedersächsischen Landkreis Cuxhaven auf.

## Abkürzungen
- K: Kreisstraße
- L: Landesstraße

## Liste
Nicht vorhandene bzw. nicht nachgewiesene Kreisstraßen werden in Kursivdruck gekennzeichnet, ebenso Straßen und Straßenabschnitte, die unabhängig vom Grund (Herabstufung zu einer Gemeindestraße oder Höherstufung) keine Kreisstraßen mehr sind. 
Der Straßenverlauf wird in der Regel von Nord nach Süd und von West nach Ost angegeben.
| Nr.  | Verlauf |
| ---- | --- |
| K 1  | K 2 in Duhnen – Döse – Cuxhaven – K 8 – K 2 – Süderwisch – |
| K 2  | K 1 in Duhnen – Stickenbüttel – K 3 – Westerwisch – K 1 – in Cuxhaven |
| K 3  | K 2 – Sahlenburg – K 7 – Holte-Spangen – L 135 in Altenwalde |
| K 4  | Altenbruch – Wehldorf – Müggendorf – K 70 in Otterndorf |
| K 5  | in Altenbruch – K 6 – Lüdingworth – K 9 – Feuerstätte – Wanna – L 118 – Haubusch – K 18 – Siedenteil – Mittelteil – Kuhlenfelde – L 117 in Ihlienworth                         |
| K 6  | – Altenbruch-Westerende – K 5 in Altenbruch |
| K 7  | K 3 in Holte-Spangen – Berensch – Oxstedt – K 13 – K 68 in Nordholz |
| K 8  | K 1 in Cuxhaven – in Cuxhaven |
| K 9  | L 135 in Altenwalde – Lüdingworth – K 5 – K 10 – K 11 – Dörringworth – L 118 in Neuenkirchen                                                                                   |
| K 10 | K 9 – L 118 in Nordleda |
| K 11 | – Süderwisch – K 9 in Dörringworth |
| K 12 | L 135 in Gudendorf – K 14 in Gudendorf |
| K 13 | K 7 in Oxstedt – L 135 in Gudendorf |
| K 14 | K 68 in Cappel-Niederstrich – Spieka – K 74 – L 135 – Wanhöden – K 12 in Gudendorf                                                                                             |
| K 15 | K 16 – L 118 in Neuenkirchen |
| K 16 | – K 15 – Osterbruch – L 144 in Bülkau |
| K 17 | L 118 – Ahlen-Falkenberg – K 18 |
| K 18 | K 5 in Haubusch – K 17 – Ahlen-Falkenberg – Flögeln – L 119 in Bad Bederkesa                                                                                                   |
| K 19 | L 144 in Lauentheil – Süderende |
| K 20 | L 117 in Ihlienworth – L 144 in Lichtenpils |
| K 21 | L 144 in Bülkau – Zollbaum – K 22 – Westerhamm – Süderbusch – Ellerbruch – K 23 – Bröckelbeck – K 29 – in Lamstedt                                                             |
| K 22 | in Cadenberge – K 21 in Zollbaum |
| K 23 | K 21 in Ellerbruch – Weißenmoor – in Dobrock |
| K 24 | – Oberndorf – K 25 – L 113 |
| K 25 | L 111 – Geversdorf – Oberndorf – K 24 – Hemm – in Warstade |
| K 26 | Geversdorf, Neuenschleuse – Kreisgrenze – (K 6 im Landkreis Stade) |
| K 27 | L 113 – |
| K 28 | in Althemmoor – Westersode – K 29 – in Heeßel |
| K 29 | K 28 in Westersode – Bröckelbeck – K 21 – Varrel – Nordahn – L 116 in Mittelstenahe                                                                                            |
| K 30 | – Kleinwörden – in Hechthausen |
| K 31 | in Armstorf – Tannenkamp – Dornsode – |
| K 32 | in Lamstedt – Nindorf – Hollen – Abbensether Schiffsstelle – K 35 in Abbenseth                                                                                                 |
| K 33 | Neubachenbruch – L 116 in Moorausmoor |
| K 34 | L 144 in Odisheim – Stinstedt – L 116 in Mittelstenahe |
| K 35 | – Abbenseth – K 32 – Kreisgrenze – (K 105 im Landkreis Rotenburg (Wümme)) |
| K 36 | K 38 in Alfstedt – L 128 – L 116 in Lintig |
| K 37 | Ankelohe – L 116 |
| K 38 | Bad Bederkesa – L 119 – Alfstedt – K 36 – Kührstedt – K 62 – L 128 in Ringstedt                                                                                                |
| K 39 | L 128 in Köhlen – Stühbusch – Kreisgrenze – (K 118 im Landkreis Rotenburg (Wümme))                                                                                             |
| K 40 | L 128/L 143 in Geestenseth – Frelsdorf – K 41 – Kreisgrenze – (K 144 im Landkreis Rotenburg (Wümme))                                                                           |
| K 41 | K 40 in Frelsdorf – Appeln – L 128 |
| K 42 | L 134 in Stubben – Brunshausen – Kreisgrenze – (K 23 im Landkreis Osterholz)                                                                                                   |
| K 43 | L 134 in Loher Holz – Lohe – Kreisgrenze – (K 38 im Landkreis Osterholz) |
| K 44 | K 45 in Lunestedt – Deelbrügge – L 134 |
| K 45 | in Heerstedt – Lunestedt – K 44 – Hollen – Wittstedt – L 135 |
| K 46 | L 135 in Börsten – Finna – Finnaerberg – Harrendorf – K 47 – Kreisgrenze – (K 40 im Landkreis Osterholz)                                                                       |
| K 47 | K 46 in Harrendorf – K 48 – Kreisgrenze – (K 16 im Landkreis Osterholz) |
| K 48 | L 134 in Uthlede – – Siedlung Heuberg – Lehnstedt – Wulsbüttel – L 135 – Büggeln – Albstedt – K 47 – Kreisgrenze – (K 39 im Landkreis Osterholz)                               |
| K 49 | (K 2 im Landkreis Osterholz) – Kreisgrenze – Wurthfleth – Rechtebe – K 50 – L 134 in Uthlede                                                                                   |
| K 50 | /L 121 – Büttel – K 54 – Neuenlande – Rechtenfleth – K 53 – Sandstedt – K 51 – Offenwarden – Wersabe – K 49                                                                    |
| K 51 | Sandstedt – K 50 – – Kassebrucher Heide – K 52 – L 134 in Hagen im Bremischen                                                                                                  |
| K 52 | Driftsethe – K 51 in Kassebrucher Heide |
| K 53 | Weser, Fähranleger Sandstedt – K 50 |
| K 54 | K 50 in Büttel – Schwingenburg – K 55 – Schwegen – Neuenlandermoor – Langendammsmoor – Krehlen – L 135                                                                         |
| K 55 | – Speckje – Holte – K 54 in Schwingenburg |
| K 56 | – Hohewurth – Loxstedt – L 143 – During |
| K 57 | L 121 – Fleeste |
| K 58 | (Bremen) – Landesgrenze – Schiffdorf – K 60 – Friedheim – L 143 in Sellstedt                                                                                                   |
| K 59 | Altluneberg – L 143 in Wehdel |
| K 60 | L 120 in Drangstedt – Elmlohe – Brink – K 62 – Marschkamp – Bramel – K 61 – Schiffdorf – K 58                                                                                  |
| K 61 | K 63 – Laven – K 60 in Bramel |
| K 62 | K 60 in Brink – Elmlohe – K 38 in Kührstedt |
| K 63 | (Bremen) – Landesgrenze – Spaden – K 61 – Wehden – K 64 – L 120 |
| K 64 | L 120 in Debstedt – Debstedterbüttel – K 63 in Wehden |
| K 65 | L 118 – Hymendorf – L 120 in Drangstedt |
| K 66 | L 129 in Wremen – Sievern – L 135 – L 118 – L 120 |
| K 68 | L 135 in Nordholz – K 7 – K 74 – K 73 – K 72 – Cappel-Niederstrich – K 14 – K 71 – Dorum-Niederstrich – K 70 – K 69 – Padingbütteler Strich – Engbüttel – Misselwarden – L 129 |
| K 69 | K 68 in Dorum-Niederstrich – Dorum-Blickhausen – Knakenburg – L 129 in Dorum                                                                                                   |
| K 70 | Dorum-Neufeld – K 68 in Dorum-Niederstrich |
| K 70 | in Schmeelweg – Otterndorf – K 4 – /L 118 |
| K 71 | K 68 in Cappel-Niederstrich – Cappel – Midlum-Großenbüttel – L 129 |
| K 72 | Cappel-Neufeld – K 68 in Cappel-Niederstrich |
| K 73 | Spieka-Neufeld – K 68 |
| K 74 | K 68 in Nordholz – Spieka-Nordermarren – K 14 in Spieka |